# 范达勒荷兰语大词典
《范达勒荷兰语大词典》（荷蘭語：Van Dale Groot woordenboek van de Nederlandse taal，發音：[vɑn ˈdaːlə ˌɣroːt ˈʋoːrdə(m)ˌbuk fɑn də ˈneːdərlɑntsə ˈtaːl]），简称《大范达勒辞典》（Grote Van Dale）或《范达勒辞典》（Van Dale），是最为知名的荷蘭語词典。该词典由范达勒出版社出版，最新版（第16版）于2022年发布。
该词典以荷兰词典编纂者约翰·亨德里克·范达勒的名字命名，其编纂了初版《范达勒荷兰语大词典》。1872年5月19日，当该词典的第一部分出版时，范达勒死于天花。1874年，该版词典的出版工作在其学生扬·曼哈弗的指导下完成。